# Mangouggla
Mangouggla (Strix ocellata) är en asiatisk fågel i familjen ugglor inom ordningen ugglefåglar. Den förekommer huvudsakligen i Indien. Beståndet anses vara livskraftigt.

## Utseede och läten

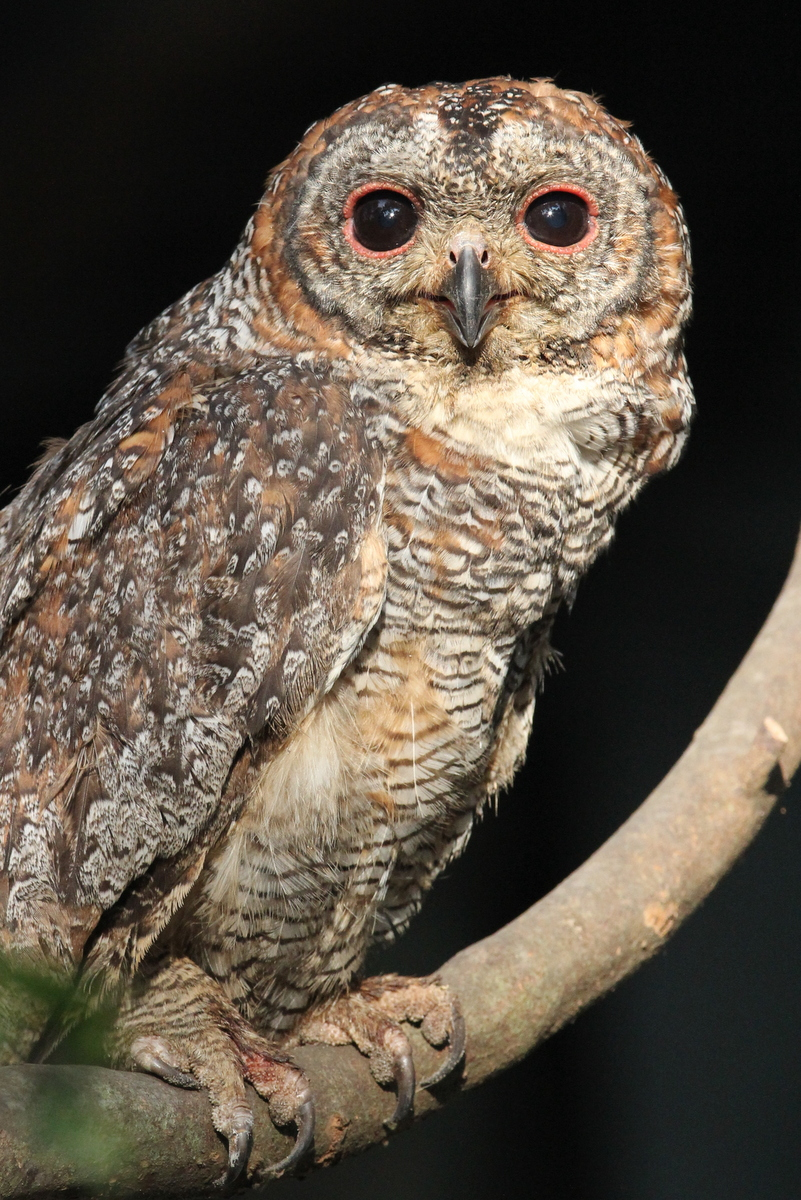

Mangouggla är en 41–48 cm lång kattugglelik fågel. Karakteristiskt är de koncentriska svarta cirklarna i det annars vita ansiktet samt en undersida vattrad i mörkbrunt och rostrött på vit botten. Ovansidan är grå med vita, rostbruna och mörkbruna fläckar och band. Lätet är ett spöklikt, darrande ljud som i engelsk litteratur återges "whaa-aa-aa-aa-ah" eller "chuhuawaarrrr".

## Utbredning och systematik
Mangouggla delas in i tre underarter med följande utbredning:
- Strix ocellata grisescens – förekommer vid foten av Himalaya (Pakistan till Rajasthan och Bihar)
- Strix ocellata grandis – förekommer på Kathiawarhalvön
- Strix ocellata ocellata – förekommer i Indien

## Levnadssätt
Mangouggla hittas i låglänta områden i öppet skogslandskap, dungar med mangoträd, tamarind eller banjan. Den förekommer även i täta skogspartier i utkanten av byar och jordbruksområden. Ugglan lever av råttor, möss och andra gnagare, småfåglar upp till en tamduvas storlek samt krabbor, ödlor och stora insekter som skalbaggar.

### Häckning
Mangouggla häckar mellan november och april, i västcentrala delarna av landet från februari till slutet av maj. Boet byggs i ett trädhål, vari ugglan lägger två till tre ägg.

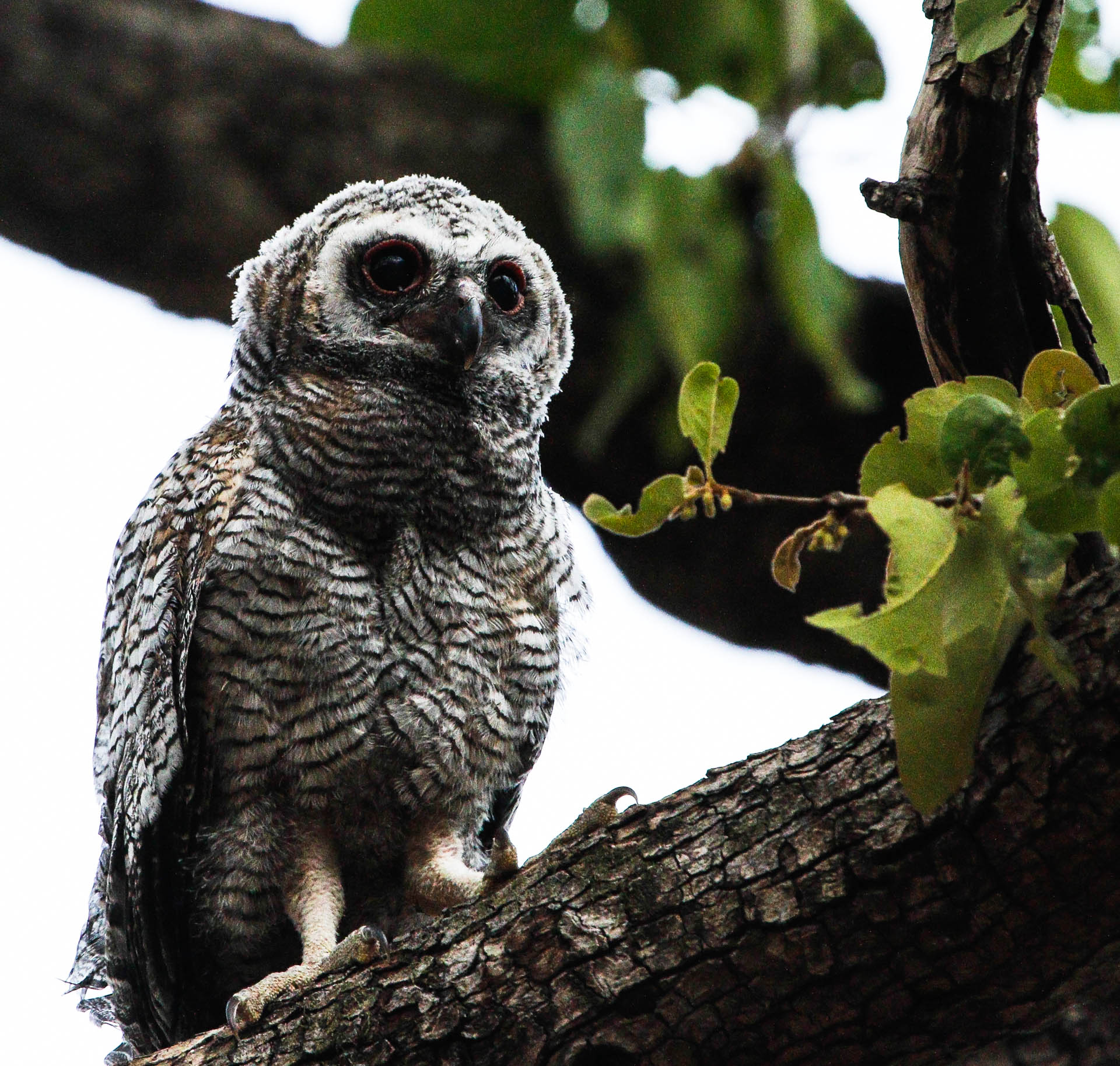
Unge vattrad skogsuggla.

## Status och hot
Arten har ett stort utbredningsområde, men tros minska i antal, dock inte tillräckligt kraftigt för att den ska betraktas som hotad. Internationella naturvårdsunionen IUCN listar arten som livskraftig (LC). Världspopulationen har inte uppskattats men den beskrivs som ovanlig eller sparsamt förekommande.

## Namn
Mangougglans vetenskapliga artnamn ocellata betyder "med ögonformade fläckar".